# Легнишки окръг
Легнишки окръг (на полски: Powiat legnicki) е окръг в Югозападна Полша, Долносилезко войводство. Заема площ от 744,08 км2. Административен център е град Легница, който не е част от окръга.

## География
Окръгът се намира в историческата област Долна Силезия. Разположен е в централната част на войводството.

## Население
Населението на окръга възлиза на 54 744 души (2012 г.). Гъстотата е 74 души/км2.

## Административно деление
Административно окръгът е разделен на 8 общини.
Градска община:
- Хойнов

Градско-селска община:
- Община Проховице

Селски общини:
- Община Кротошице
- Община Кунице
- Община Легницке Поле
- Община Милковице
- Община Руя
- Община Хойнов

## Фотогалерия
- Проховице
- Хойнов